# Рошія (комуна, Сібіу)
Рошія (рум. Roșia) — комуна у повіті Сібіу в Румунії. До складу комуни входять такі села (дані про населення за 2002 рік):
- Дая (770 осіб)
- Кашолц (666 осіб)
- Корнецел (449 осіб)
- Ноу (1500 осіб)
- Нучет (54 особи)
- Рошія (1388 осіб) — адміністративний центр комуни

Комуна розташована на відстані 207 км на північний захід від Бухареста, 13 км на схід від Сібіу, 120 км на південний схід від Клуж-Напоки, 102 км на захід від Брашова.

## Населення
За даними перепису населення 2002 року у комуні проживали 4827 осіб.
Національний склад населення комуни:
| Національність | Кількість осіб | Відсоток |
| -------------- | -------------- | -------- |
| румуни         | 4766           | 98,7%    |
| німці          | 35             | 0,7%     |
| цигани         | 18             | 0,4%     |
| угорці         | 7              | 0,1%     |

Рідною мовою назвали:
| Мова      | Кількість осіб | Відсоток |
| --------- | -------------- | -------- |
| румунська | 4791           | 99,3%    |
| німецька  | 30             | 0,6%     |
| угорська  | 5              | 0,1%     |

Склад населення комуни за віросповіданням:
| Релігія                                       | Кількість осіб | Відсоток |
| --------------------------------------------- | -------------- | -------- |
| православні                                   | 4405           | 91,3%    |
| баптисти                                      | 276            | 5,7%     |
| лютерани (Синодально-пресвітеріанська церква) | 29             | 0,6%     |
| греко-католики                                | 26             | 0,5%     |
| адвентисти                                    | 19             | 0,4%     |
| бретрени                                      | 18             | 0,4%     |
| п'ятдесятники                                 | 13             | 0,3%     |
| лютерани                                      | 5              | 0,1%     |
| римо-католики                                 | 4              | 0,1%     |
| лютерани (Аугсбурзького сповідання)           | 4              | 0,1%     |
| реформати                                     | 2              | < 0,1%   |
| атеїсти                                       | 2              | < 0,1%   |
| унітарії                                      | 1              | < 0,1%   |

## Зовнішні посилання
- Дані про комуну Рошія на сайті Ghidul Primăriilor